# Безмовне світло (фільм)
«Безмовне світло» (англ. Silent Light, нім.-плат. Stellet Licht) — фільм Карлоса Рейгадаса.

## Зміст
Йоган і Естер кохали одне одного і нажили у щасливому шлюбі шістьох дітей. Усі вони члени громади менонітів і свято шанують свою особливу релігію. Їхнє, здавалося б, велике почуття одне до одного і ще більше — до Бога, а також сімейне благополуччя розбиває ще більше почуття — кохання Йогана до Мар'яни та Мар'яни до Йогана. З одного боку ця ситуація для всіх — проблема величезного масштабу. А з іншого боку — «суєта суєт: все суєта. Бо сходить сонце, і заходить сонце, і на місце своє спішить, щоб там знову зійти».

## Ролі
| Актор           | Роль |
| --------------- | ---- |
| Корнеліо Волл   | -    |
| Марія Панкрац   | -    |
| Міріам Тоевес   | -    |
| Пітер Волл      | -    |
| Джакобо Классен | -    |
| Елізабет Фер    | -    |
| Жак Брель       | -    |

## Знімальна група
- Режисер — Карлос Рейгадас
- Сценарист — Карлос Рейгадас
- Продюсер — Карлос Рейгадас, Хайме Романдіа, Ерун Бекер